# Estero Casablanca
El estero Casablanca es un curso natural de agua chileno que nace en la Región de Valparaíso y fluye con dirección general oeste hasta desembocar en el océano Pacífico.

## Trayecto
El estero Casablanca drena una parte importante de la cordillera de la Costa, en lugares que esta llega a los 1000 y 1500 m s. n. m. Nace en la cuesta Zapata, que divide las aguas entre la cuenca del río Maipo y las que bajan directamente al mar por Valparaíso. Su comienzo es el estero Mauco que desemboca en el embalse Vinilla desde donde sale con el nombre de estero Los Sauces que llega hasta la ciudad de Casablanca (Chile) donde toma su nombre definitivo. Unos 10 km aguas abajo de la ciudad, su lecho cambia de ancho valle a cañón estrecho, pero con la misma dirección que conserva hasta antes de desembocar en la caleta Tunquén de la rada de Algarrobo (Chile). En su final cambia a menudo de dirección.: 326 
Sus afluentes son los esteros Gualpes y Tapihue, por la derecha, luego el Lo Ovalle que es el más importante, le sigue el Orozco.

## Caudal y régimen
Su régimen es estrictamente pluvial.: 326 
En 2016 un informe de la Comisión Nacional de Riego publicó la siguiente curva de su caudal:

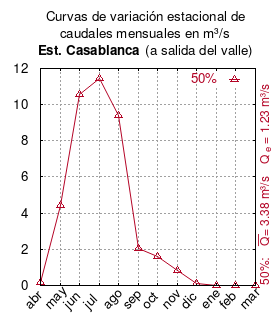
Curva de variación estacional del estero Casablanca a la salida del valle.

La curva de color rojo ocre (con {\displaystyle {\color {Red}\vartriangle }}) muestra los caudales mensuales con probabilidad de excedencia de un 50%. Esto quiere decir que ese mes se han medido igual cantidad de caudales mayores que caudales menores a esa cantidad. Eso es la mediana (estadística), que se denota Qe, de la serie de caudales de ese mes. La media (estadística) es el promedio matemático de los caudales de ese mes y se denota {\displaystyle {\overline {Q}}}.

## Historia
Francisco Solano Asta-Buruaga y Cienfuegos escribió en 1899 en su obra póstuma Diccionario Geográfico de la República de Chile sobre la ciudad y el río:
Casa Blanca.-—Ciudad, capital del departamento de su nombre. Yace en los 33º 14' Lat. y 71° 27' Lon. á 231 metros sobre el nivel del Pacífico y en medio de un valle cultivado, rodeada de alturas más ó menos áridas. Pasa por su lado sur un riachuelo escaso, que tiene origen en las vertientes occidentales de los cerros de Tapihue y de la cuesta de Zapata, y corre hacia el O. por la aldea de las Dichas hasta morir en la ensenada de Tunquén por los 33° 26' Lat. Dista 45 kilómetros al SE. de la ciudad de Valparaíso y 31 hacia el O. de Curacaví, con las cuales la comunica la antigua carreterra de esa ciudad á la de Santiago. Es pueblo de modesta apariencia, que contiene 1,500 habitantes, una regular iglesia reedificada en 1858, dos ó tres escuelas gratuitas, oficinas de registro civil, de correo y telégrafo, &c. Fundóla en 1753 el Presidente Don Domingo Ortiz de Rozas y le dio el título de villa de Santa Bárbara de Casa Blanca, en honor de Doña Bárbara, esposa de Fernando VI., distribuyendo su asiento en calles regulares cortadas por otras en ángulos rectos con una plaza en el centro. Fué erigida en capital de delegación en 1818, y de su actual departamento en 1833.

## Población, economía y ecología
H. Niemeyer da la siguiente lista de embalses para uso agrícola en la cuenca:
- Embalse La Vinilla 4,8 Hm
- Embalse Perales de Tapihue 11,6 Hm
- Embalse Lo Ovalle 13,5 Hm
- Embalse Lo Orozco 1 Hm
- Embalse Pitama 2,1 Hm

Además se embotella agua de vertiente de la cuenca para su venta.